# Mussismilia braziliensis
Mussismilia braziliensis is een rifkoralensoort uit de familie van de Mussidae. De wetenschappelijke naam van de soort is voor het eerst geldig gepubliceerd in 1868 door Verrill. De soort komt voor in de Atlantische Oceaan langs de kusten van Brazilië. De soort staat op de Rode Lijst van de IUCN geklasseerd als 'onzeker'.